# Hypolimnas alcithoides
Hypolimnas alcithoides är en fjärilsart som beskrevs av Walter Karl Johann Roepke 1938. Hypolimnas alcithoides ingår i släktet Hypolimnas och familjen praktfjärilar. Inga underarter finns listade i Catalogue of Life.